# Тип 75 (бронированный бульдозер)

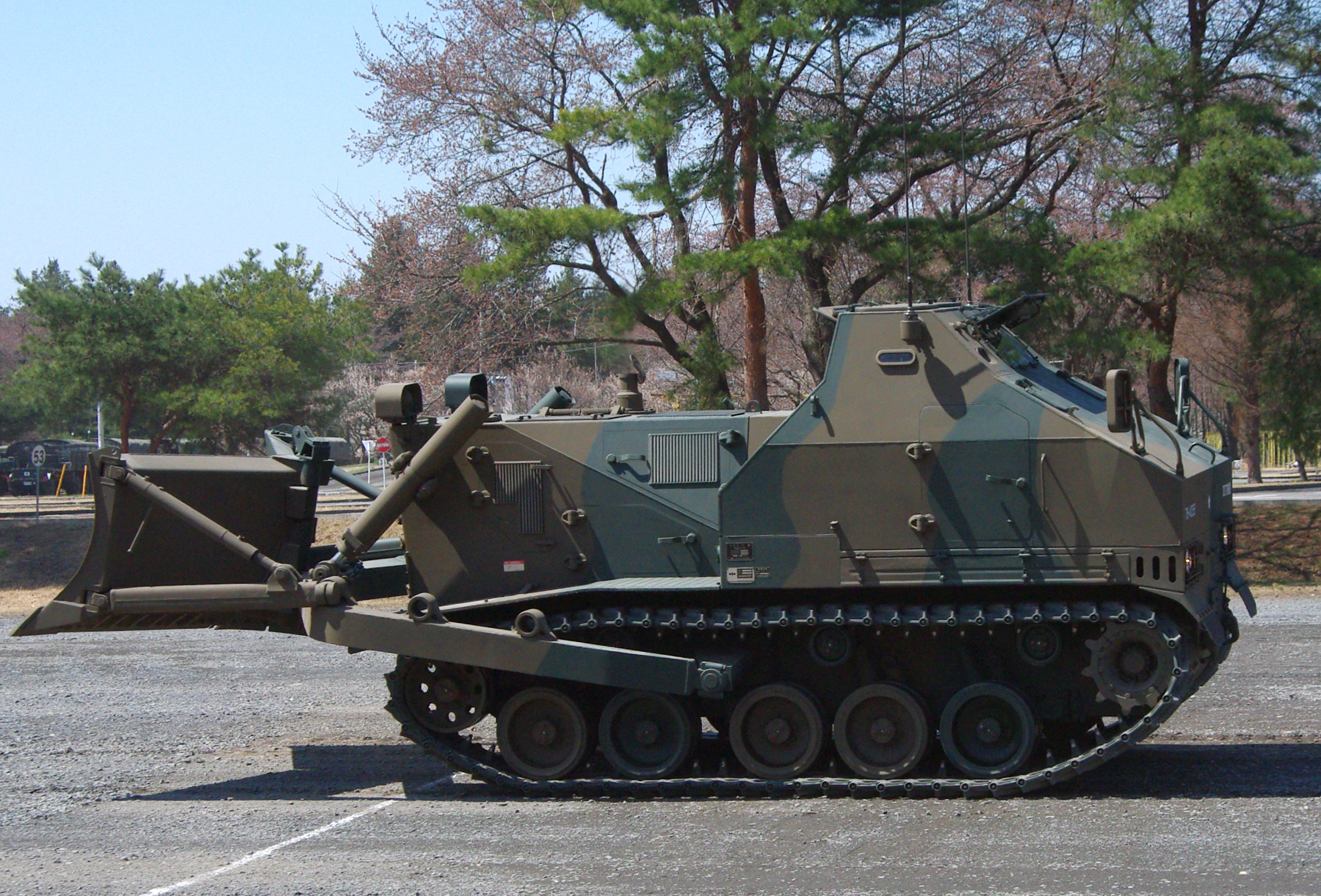
бульдозер «тип 75» 307-й инженерной роты (8 апреля 2012 года)

Бульдозер тип 75 (яп. 75式ドーザ) — японский бронированный гусеничный бульдозер.

## История
Разработка бронированного бульдозера для японской армии была начата компанией «Komatsu» в 1969 году, после завершения испытаний в 1975 году он был принят на вооружение. Производился на машиностроительном заводе «Комацу сэйсакусё» в городе Комацу в небольших количествах, всего было выпущено 100 машин.

## Описание
Бульдозер оснащён двухместной бронированной кабиной (в крыше которой — два люка) и оборудован поворотным бульдозерным ножом шириной 3450 мм с гидравлическим приводом. Кроме того, на нём может быть установлена лебёдка.
Так как установленное бронирование увеличивает массу бульдозера (в результате, ухудшается проходимость и возрастает расход топлива), бронирование моторного отсека выполнено съёмным (бронированные листы должны устанавливаться при возникновении угрозы повреждения машины в результате обстрела противника, детонации минно-взрывных устройств или другой опасности).
Гусеничный движитель имеет пять опорных катков, три поддерживающих ролика, заднее ведущее и переднее направляющее колёса по каждому борту.

## На вооружении
- Япония[1] — по состоянию на начало 2013 года, оставались на вооружении инженерных подразделений сухопутных сил самообороны Японии[2]